# Jinzaburō Masaki
Pour les articles homonymes, voir Masaki (homonymie).
 (mars 2022).
Si vous disposez d'ouvrages ou d'articles de référence ou si vous connaissez des sites web de qualité traitant du thème abordé ici, merci de compléter l'article en donnant les références utiles à sa vérifiabilité et en les liant à la section « Notes et références ».
Jinzaburō Masaki (真崎 甚三郎, Masaki Jinzaburō) (27 novembre 1876 - 31 août 1956), est un général de l'armée impériale japonaise considéré comme l'un des chefs de la faction politique radicale au sein de l'armée.

## Biographie
Né dans la préfecture de Saga en 1876, Masaki est diplômé de la 9e promotion de l'académie de l'armée impériale japonaise en 1897 et est nommé second-lieutenant dans le 46e régiment d'infanterie en juin 1898. Il est assigné au bataillon de garde de Tsu-shima de mai 1899 à novembre 1900 quand il est promu lieutenant du 46e régiment. Il est envoyé au front durant la guerre russo-japonaise en février 1904 et sert en Mandchourie jusqu'en décembre 1905. Durant cette période, il est promu capitaine en juin 1904. Cependant, cette expérience de la guerre lui est traumatisante et, après son retour au Japon, il écrit qu'il a alors penser à quitter l'armée pour devenir prêtre bouddhiste.
À l'inverse, Masaki entre dans la 19e promotion de l'école militaire impériale du Japon et reçoit son diplôme en sortant premier de sa promotion. En tant qu'officier d'infanterie, il est promu au rang de major en 1909 avant d'être envoyé en Allemagne comme attaché militaire de 1911 à 1914. Il est promu lieutenant-colonel en novembre 1914.
Après son retour au Japon, Masaki est nommé officier de l'État-major dans l'inspection générale de l'entraînement militaire où il sert de 1916 à 1920, avant de devenir colonel. Nommé chef du bureau de l'administration militaire au ministère de la Guerre en 1920, il reçoit le commandement du 1er régiment de la garde impériale l'année suivante. Après sa promotion comme général de brigade en 1922, Masaki sert comme commandant de brigade avant de devenir directeur du programme de l'académie de l'armée impériale japonaise puis devient commandant en 1925.
Promu général de division en 1927, Masaki est placé à la tête de la 8e division postée à Hirosaki pendant deux ans avant d'être transféré à la 1re division à Tokyo jusqu'en 1931. Servant comme vice-commandant de l'État-major de l'armée impériale japonaise, Masaki devient général de corps d'armée en 1933 et est inspecteur-général de l'éducation militaire de 1934 à 1936. Il se retire de la vie militaire en 1936.
Masaki s'implique dans les factions politiques internes de l'armée japonaise. Il est l'un des premiers membres de la faction de la voie impériale radicale menée par Sadao Araki. Avec Heisuke Yanagawa et Hideyoshi Obata, le groupe fusionne avec la faction du contrôle rivale de Kazushige Ugaki pour dominer l'armée japonaise au cours des années 1930 et jusqu'à la Seconde Guerre mondiale. Partisan de l'Allemagne nazie, Masaki continue de s'impliquer dans la faction de la voie impériale jusqu'à son retrait forcé de toutes manœuvres militaires par le général Tetsuzan Nagata. Celui-ci est alors assassiné l'année suivante par Saburo Aizawa et cela conduit à l'incident du 26 février de 1936. Masaki retourne dans sa préfecture de Saga natale et travaille au conseil préfectoral d'éducation en 1941.